# Coppola
Coppola är ett efternamn.
- Alicia Coppola, en amerikansk skådespelare
- Eleanor Coppola, en amerikansk dokumentärfilmare
- Francis Ford Coppola, en amerikansk filmregissör, manusförfattare och producent
- Roman Coppola, en amerikansk regissör, manusförfattare, skådespelare och filmproducent
- Sofia Coppola, en amerikansk regissör, manusförfattare och skådespelare
- Steven Coppola, en amerikansk roddare
- Horacio Coppola
- Piero Coppola
- Sam Coppola